# سینما سیتی اینترنشنال
سینما سیتی اینترنشنال (انگلیسی: Cinema City International) شرکت سرگرمی اسرائیلی است که در سال ۱۹۲۹ تأسیس شد و هم‌اکنون از شرکت‌های تابعه سینی‌ورلد می‌باشد.